# チェコ海賊党
チェコ海賊党（チェコかいぞくとう、チェコ語: Česká pirátská strana）は、2009年に設立されたチェコ共和国の政党。略称は海賊党(Piráti)。2017年チェコ議会総選挙を経て第3政党となり、党首のイワン・バルトシュが行政地域開発委員会の委員長を務めている。
綱領の焦点は、政治の透明性および民主的な意思決定への市民参加を介して国家や企業の権力から人権を保護することにあり、政治的説明責任や腐敗防止等に向けた各種法律を制定することでその公約を達成することを目指している。同党はまた親EU政党でありつつも、地方分権と権限移譲によってEU内の民主主義の赤字に対処することを目指している。
名目上は中道主義ながら、チェコ政治の中では左翼政党である。もともとは学生主導の草の根運動から結党された。

## 沿革

### 結党および初期（2009年 - 2011年）
チェコ海賊党は、政治的透明性、公民権、直接民主主義を求めて活動する学生主導の草の根運動として結党された。この党はもともとスウェーデンの海賊党に触発されたもので、こちらは党員の大部分がインターネットの自由に焦点を絞る単一問題の結社だった。しかし、チェコ海賊党は広範な政治基盤を築いていった。
2009年4月にウェブサイトが立ち上げられるや最初の2日で1800人が政党登録のオンライン請願書に署名した（チェコの法律では、登録のため1000人の署名を添えた申請用紙が必要）。5月27日に同党の登録申請書が内務省に提出され、6月17日に政党登録された。学生選挙では、海賊党が7.7%の票を獲得した。 
2009年6月28日、プラハ近郊で決起集会が催され、そこで党幹部会が選出され、綱領の主な要素が宣言された。2009年10月末に初となる総会が開かれ、新たな幹部役員が選出され、イワン・バルトシュが党首になった。
同党は2010年5月の下院総選挙に参加し、得票は0.8%だった。 
2010年12月、同党はウィキリークスに似た「パイレーツリークス(PirateLeaks)」と呼ばれる独自の国内版内部告発サイトを立ち上げた。同サイトは、チェコ政府や行政文書における腐敗の証拠に専念するジャーナリストのための主要情報源として意図されたものである。

### 国会政党（2011年 - ）

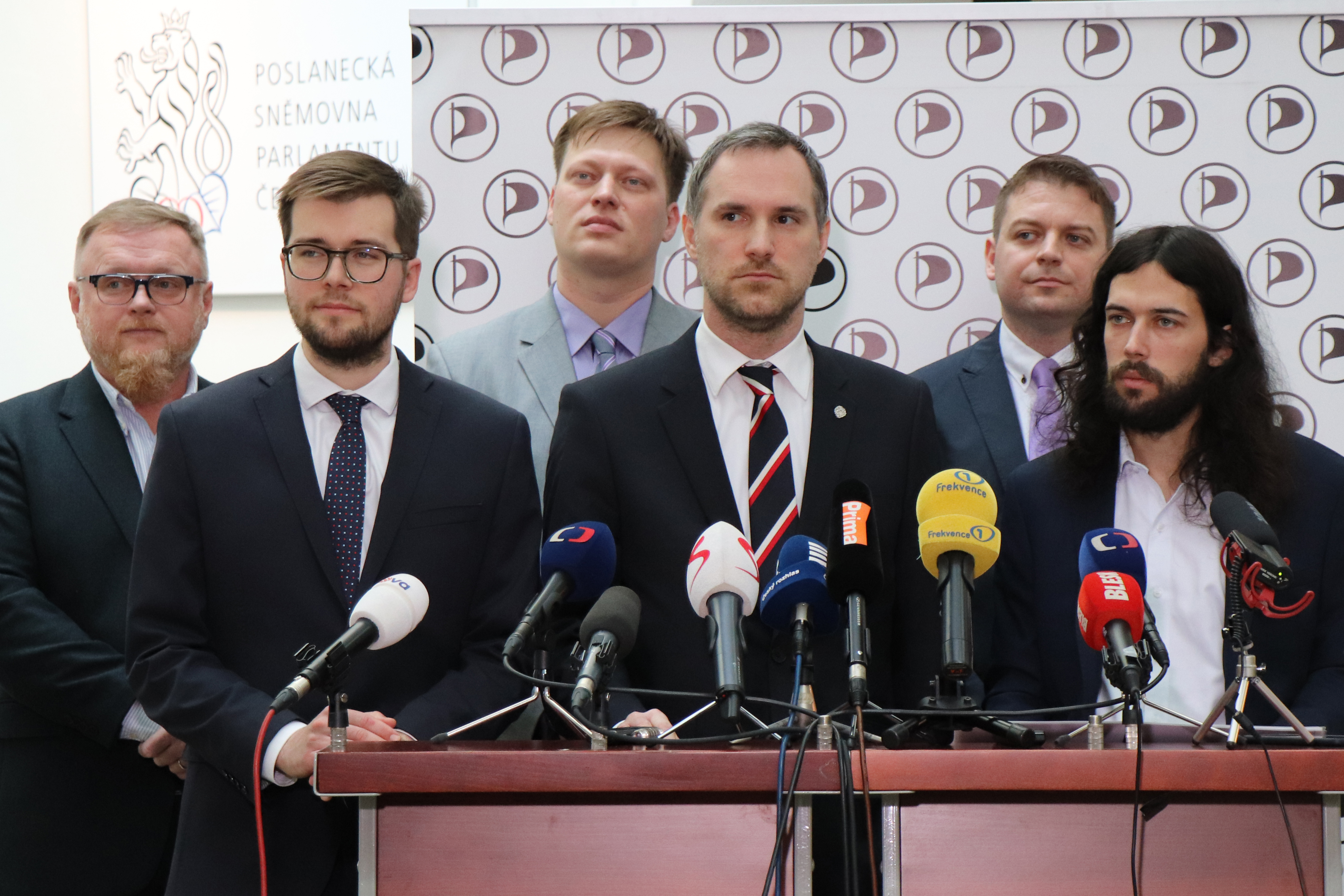
2018年のプラハ市議選後に党は統治連合を結成し、ズデニェク・フジブ(中央）がプラハ市長に選出された。

2011年3月のクラドノ上院地方選挙で、彼らの得票は0.75%だった。 2012年のチェコ上院選挙では、チェコ海賊党が候補者3名を（うち1名は他政党と共同で）指名した。この時の候補者で内部告発者のリボル・ミチャレクが二巡目投票で上院議員に選出され、チェコ海賊党が初めて国会政党となった。
2014年の地方選挙では、マリアーンスケー・ラーズニェで過半数を獲るなど多くの地方議会で躍進し、ヴォイチェフ・フランタが同党初の市長に選出された。
2016年の上院選挙で、海賊党は支援する多党連立指名の候補を擁立し、上院で追加2議席を獲得した。
2017年の下院総選挙の後、同党は代議院 (チェコ)で200議席中22議席を有する第3政党となり、与党内閣と対立する側に席を置いた。

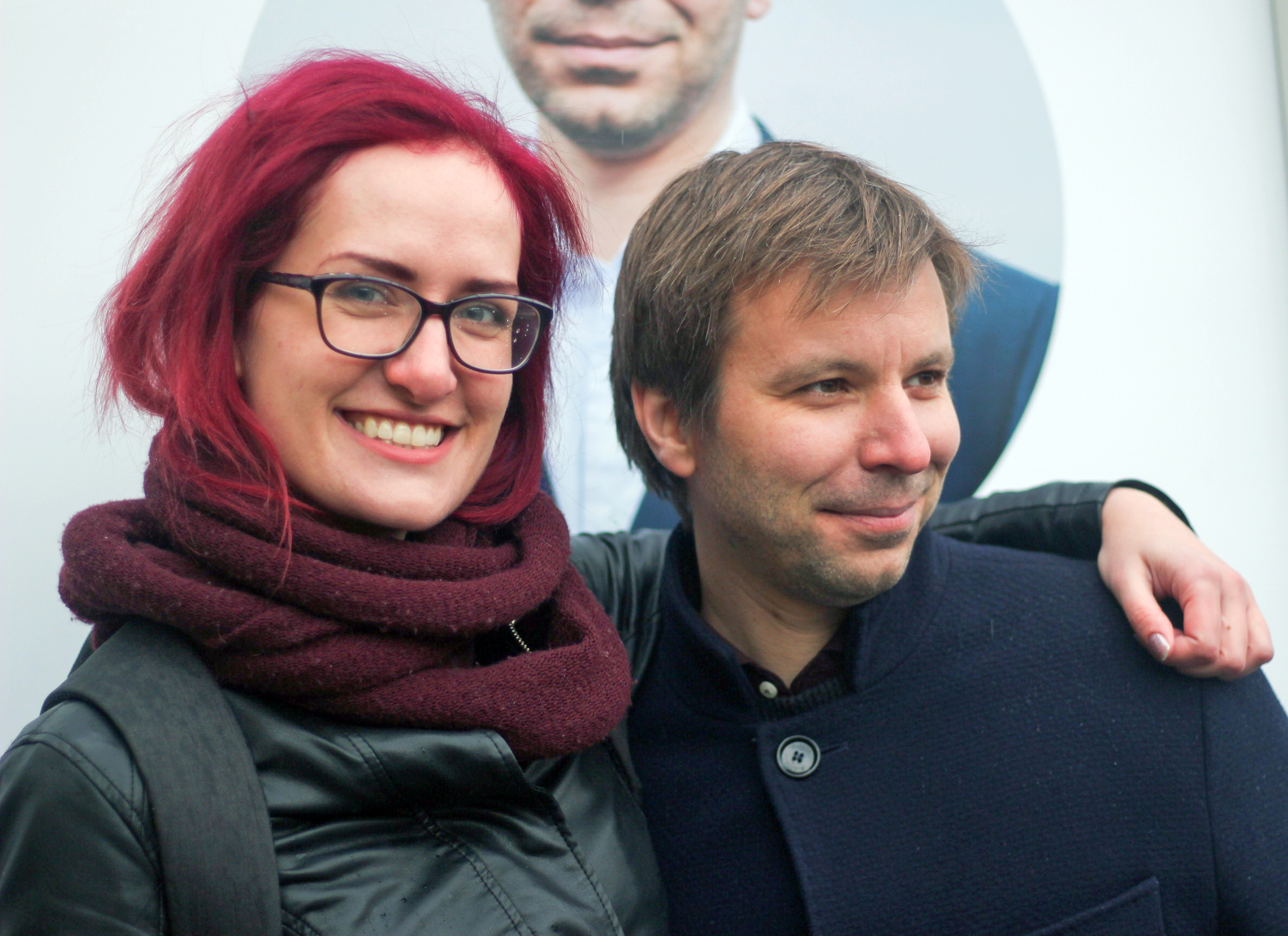
2019年欧州議会選挙以降の海賊党MEPマルケタ・グレゴロワ(左)とマルセル・コラヤ(右)

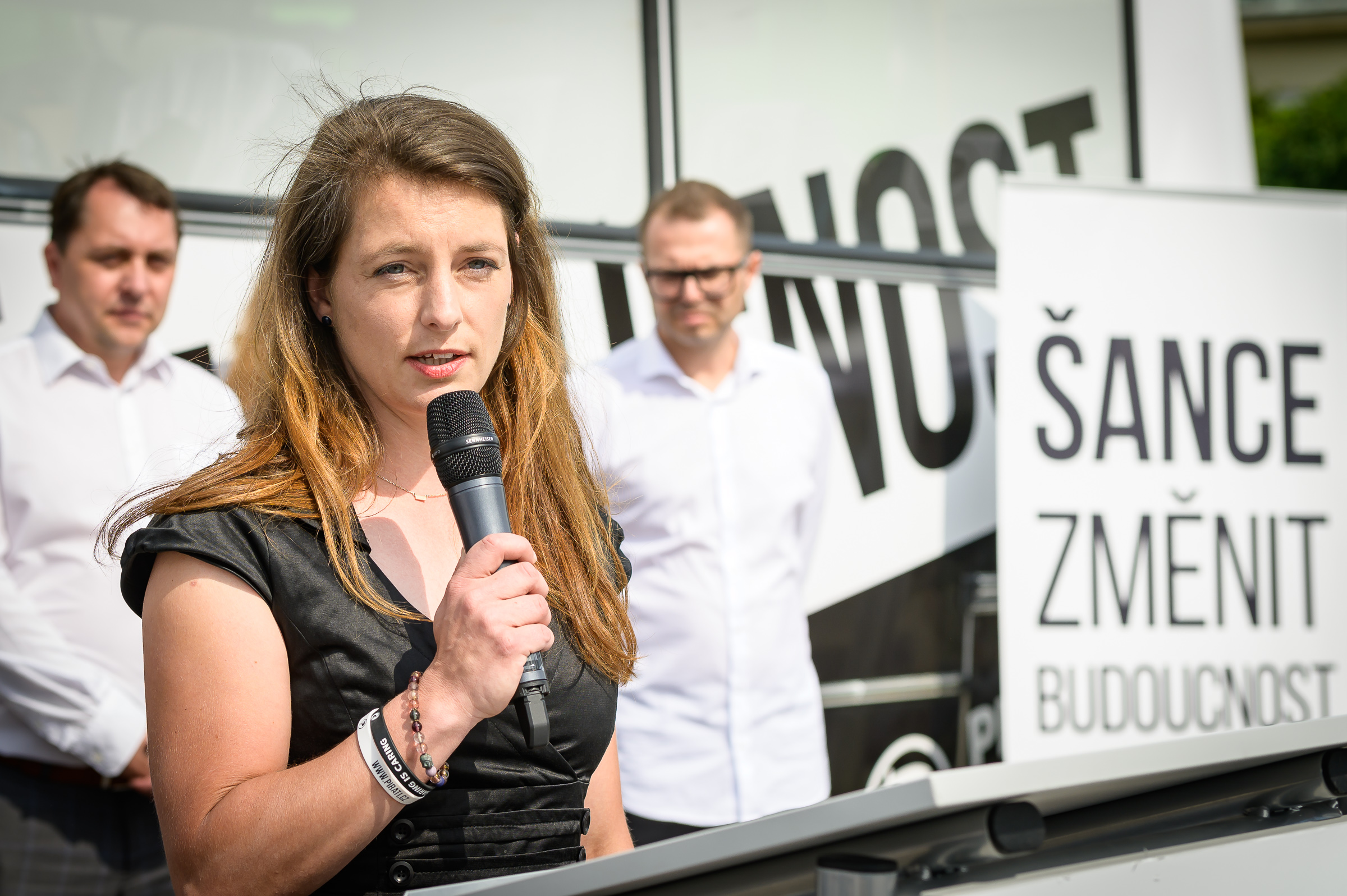
2020年10月、チェコ議会史上最年少で元老院議員に選出された弁護士アデラ・シュポバ

海賊党は2018年のプラハ市議選で65議席中13議席で二番目に大きな党となり、3番目および4番目の政党と統治連合を結成して、この政党連合がプラハ市議会65議席中39議席を占めた。同年、海賊党の最有力候補ズデニェク・フジブが75,082票を獲得し、プラハ市長に選出された。
2019年の欧州議会選挙では最有力候補マルセル・コラヤを擁立し、同党は欧州海賊党と共通地盤で活動した。コラヤはマルケタ・グレゴロバ、ミクラシュ・ペクサと共に欧州議会議員(MEP)に選出された。2019年5月、同党はドイツ海賊党MEPパトリック・ブライアと共に欧州緑グループ・欧州自由連盟に加わる交渉をした。同6月、欧州海賊党の議員4人全員がこの会派に加わった。同7月、コラヤが欧州議会の副議長14人の一人に選出された。
2020年1月、バルトシュが党首に再選出された。同10月の地方選挙では得票14.67%となり、同党が地方議会675議席中99議席を獲得した。2020年の元老院選挙で同党は候補者2名を共に当選させ、うちアデラ・シュポバは40歳という元老院で最も若い議員となった。  
2020年12月、翌年の下院選挙に向けて革新系中道右派政党・市長と無所属(STAN)と政党連合・海賊と市長を結成し、2021年10月の選挙では37議席を獲得。同じく野党連合のSPOLU（市民民主党＋キリスト教民主同盟＝チェコスロバキア人民党＋TOP 09）と合わせて過半数を制したため、政権交代を実現させることとなった。続くペトル・フィアラ政権にも参加したが、2024年10月1日に党内で投票を行い連立政権から離脱することを決定。党に所属するヤン・リパフスキー外相はこれに反発し外相辞任を表明するが、フィアラ首相より残留要請を受けたため離党し、無所属として続投することとなった。